# ماریانوفکا (استان آمور)
ماریانوفکا (به لاتین: Maryanovka) یک منطقهٔ مسکونی در روسیه است که در استان آمور واقع شده‌است.